# پاگانی یوتوپیا
پاگانی یوتوپیا (به انگلیسی: Pagani Utopia) یک خودروی اسپورت موتور وسط است که توسط شرکت خودروسازی اسپورت ایتالیایی پاگانی تولید می‌شود. این برنامه تحت نام 'C10' توسعه یافت و در ۱۲ سپتامبر ۲۰۲۲ در تئاترو لیریکو در میلان معرفی شد. این سومین مدل خودروی پاگانی است که جانشین پاگانی هوایرا است، با قدرت بیشتر و گزینه جعبه‌دنده دستی. در مجموع ۹۹ نمونه از مدل کوپه بسته با انواع باز و مسیر احتمالی برنامه‌ریزی شده‌است. تمام ۹۹ کوپه قبلاً به مشتریان اختصاص داده شده‌است.